# Bulbophyllum metonymon
Bulbophyllum metonymon là một loài phong lan thuộc chi Bulbophyllum.